# پروانه‌های خال‌خالی بزرگ
پروانه‌های خال‌خالی بزرگ (نام علمی: Speyeria) نام یک سرده از تبار کشیده‌بالان آرجینینی است.